# Эракль де Фуа
Эракль I де Фуа (Эраклиус; фр. Héraclius, окс. Heracli; умер после 1065) — епископ Тарба (Бигорра) в 1037—1056 годах, сын графа Бернара I Роже де Фуа и графини Бигорра Герсенды.

## Биография
Эракль был младшим из четырёх сыновей графа Бернара I Роже де Фуа и Герсенды Бигоррской. Он избрал духовную карьеру. С 1037 года Эракль начал упоминаться в современных ему документах как епископ Тарба (Бигорра).
О Эракле известно не очень много. В 1056 году он присутствовал на церковном соборе в Тулузе. 21 ноября 1064 года Эракль и его старший брат, граф Бигорра Бернар II, обеспокоенные падением монашеской дисциплины в находящихся в их совместном подчинении монастырях Сен-Феликс и Сен-Лезер, передали эти обители в подчинение аббатству Клюни. Также при посредничестве Эракля был улажен конфликт между Бернаром и Додоном I де Бенаком, обвинённым графом в измене. В результате Бернар простил Додона при условии, что тот принесёт покаяние в монастыре Сен-Пе-де-Женере, что тот и сделал.
Эракль умер после 1065 года.